# Vasilij Ždanov
Vasilij Ivanovič Ždanov (in ucraino Василь Іванович Жданов?, in russo Василий Иванович Жданов?, trasl. ingl. Vasily Zhdanov; Charkiv, 12 gennaio 1963) è un ex ciclista su strada ucraino, fino al 1991 sovietico. Professionista dal 1989 al 1992, in carriera si è laureto campione del mondo nel 1985 nella Cronometro a squadre con l'Unione Sovietica.

## Biografia
Ottimo dilettante, fece parte per un lungo periodo del giro della nazionale sovietica, rimanendo pertanto dilettante ma avendo la possibilità di partecipare anche a corse tra professionisti.
Nel 1985 si è laureto campione del mondo nella cronometro a squadre con il quartetto sovietico. Nel 1988 partecipa ai Giochi Olimpici di Seul in Corea del Sud nella  Cronometro a squadre giungendo 7°.
Passato professionista con il team Alfa Lum l'anno seguente, nel 1991 passa alla TVM-Sanyo con cui due anni prima di ritiraarsi.
Tra il 1994 e il 1996 è stato allenatore della squadra ucraina di corse su strada, poi fino al 2005 è stato assistente personale di Oleg Blokhin per le questioni parlamentari ucraino. Tra il 2005 e il 2010 è stato responsabile dello sport e del turismo nell'amministrazione comunale di Kharkiv. Dal 2011 è stato vicedirettore della squadra italiana Lampre-ISD.

## Palmarès

### Strada
- 1984 (Dilettante, 2 vittorie)

9ª tappa Milk Race (Sandiacre > Sandiacre)
13ª tappa Milk Race (Halifax > Halifax)
Prologo Giro di Norvegia
- 1985 (Dilettante, 4 vittorie)

2ª tappa Giro della Bassa Sassonia (Nienburg > Uchte, Cronosquadre)
12ª tappa Giro della Bassa Sassonia (Bad Harzburg > Bad Harzburg, Cronometro)
3ª tappa Corsa della Pace (Mosca > Mosca, Cronosquadre)
Campionati del mondo, Cronosquadre (con Viktor Klimov, Igor' Sumnikov e Aleksandr Zinov'ev)
- 1986 (Dilettante, 4 vittorie)

Campionati sovietici, Cronometro a squadre (con Viktor Klimov, Igor' Sumnikov e Asjat Saitov)
Classifica generale Tour de l'URSS
2ª tappa Corsa della Pace (Kiev > Kiev, Cronosquadre)
10ª tappa Corsa della Pace (Halle > Halle, Cronometro)
- 1987 (Dilettante, 8 vittorie)

Campionati sovietici, Cronometro a squadre (con Viktor Klimov, Igor' Sumnikov e Asjat Saitov)
Campionati sovietici, Cronometro a coppie (con Viktor Klimov)
Prologo Corsa della Pace (Berlino > Berlino)
Prologo Tour de Sochi
5ª tappa Tour de Sochi
1ª tappa Giro delle Regioni (Terni > Follonica)
3ª tappa Giro delle Regioni (Marina di Pietrasanta > Marina di Pietrasanta, cronometro)
5ª tappa Österreich-Rundfahrt (Innsbruck > München)
- 1988 (Dilettante, 6 vittorie)

Campionati sovietici, Cronometro a squadre (con Viktor Klimov, Igor' Sumnikov e Asjat Saitov)
Campionati sovietici, Cronometro a coppie (con Igor' Sumnikov)
2ª tappa Milk Race (Bournemouth > Exeter)
13ª tappa Milk Race (Aberystwyth > Llandudno)
Classifica generale Milk Race
1ª tappa Tour de Normandie (Carpiquet > Méry Corbon)
5ª tappa Tour de Normandie (Tessé la Madeleine > Tessé la Madeleine)

#### Altri successi
- 1989 (Alfa Lum-STM)

Cronostaffetta, Cronometro a squadre (Cepagatti)

## Piazzamenti

### Grandi Giri
- Giro d'Italia

1989: 80º
- Tour de France

1990: 148º
1991: 121º
- Vuelta a España

1989: 99º
1991: 88º

### Classiche monumento
- Giro delle Fiandre

1992: 71º
- Parigi-Roubaix

1992: 78º
- Liegi-Bastogne-Liegi

1991: 112º

### Competizioni mondiali
- Campionati del mondo su strada

Giavera del Montello 1985 - Cronosquadre: vincitore
- Giochi olimpici

Seul 1988 - Cronosquadre: 7º